# Hathumar
Hathumar (* um 760 ?; † 9. August 815 in Paderborn) war der erste Bischof von Paderborn.
Hathumar (althochdeutsch „der im Kampf Berühmte“, lat. Hatumarus) stammte aus sächsischem Adel. Höchstwahrscheinlich wurde er nach der Unterwerfung der heidnischen Sachsen und der Zerstörung von Irminsul als eine von zwölf sächsischen Geiseln übergeben und in der bei Würzburg gelegenen Benediktinerabtei Neustadt am Main erzogen.
Karl der Große setzte ihn 806/807 als ersten Bischof im sächsischen Bistum Paderborn ein, das seit 799 noch unter der Oberhoheit des Klosters Neustadt am Main bei Würzburg stand. Unter Hathumar wurde der Dom zu Paderborn vollendet und neben Maria dem Würzburger Märtyrer Kilian geweiht. Als Krönung seiner Amtszeit kann die Einberufung der Reichsversammlung 815 gelten, die „geordnete kirchliche Verhältnisse“ vorausgesetzt haben dürfte.
Ihm wird auch die 815 erfolgte Gründung des ersten sächsischen Klosters in Hethis zugeschrieben, das ab 822 nach Corvey verlegt wurde. Hathumar ist in der Krypta des Hohen Domes zu Paderborn begraben.
Hathumars Gedenktag im Erzbistum Paderborn ist der 7. August, zusammen mit seinem Nachfolger, dem heiligen Badurad, und dem späteren seligen Bischof Meinwerk.